# Рожівська сільська рада (Макарівський район)
| Рожівська сільська рада — орган місцевого самоврядування у Макарівському районі Київської області з адміністративним центром у с. Рожів. Водоймища на території, підпорядкованій даній раді: річка Здвиж. Сільській раді підпорядковані населені пункти: - с. Рожів |

## Склад ради
Рада складається з 14 депутатів та голови.

### Керівний склад ради
| ПІБ                     | Основні відомості                                                                       | Дата обрання | Дата звільнення |
| ----------------------- | --------------------------------------------------------------------------------------- | ------------ | --------------- |
| Чапік Микола Васильович | Сільський голова, 1963 року народження, освіта, безпартійний                            | 26.03.2006   | 31.10.2010      |
| Чапік Микола Васильович | Сільський голова, 1963 року народження, освіта середня спеціальна, член Партії регіонів | 31.10.2010   |                 |

Примітка: таблиця складена за даними джерела